# Liliana Sulzbach
Liliana Sulzbach (Blumenau, 27 de dezembro de 1965) é uma cineasta brasileira. .

## Biografia
Liliana nasceu no dia 27 de dezembro de 1965 na cidade de Blumenau em Santa Catarina.
Formou-se em jornalismo e fez mestrado em Ciência Política pela UFRGS. Estudou também na Universidade Livre de Berlim (Freie Universität Berlin).   
Trabalhou na Spiegel TV Alemanha como autora e diretora de documentários e na Hamburger Kino Kompanie/Hamburgo como assistente de direção e montagem de longas-metragens.
Sócia-diretora da Tempo Porto Alegre, foi coordenadora de produções e do Núcleo de Cinema e Televisão da Zeppelin Filmes, de 1996 a 2008, onde realizou vários filmes documentários e séries para TV. Coordenadora Nacional do INPUT (International Public Television Conference) de 2001 a 2004.
Seu primeiro longa-metragem foi o documentário O cárcere e a rua (2004). O filme, realizado ao longo de três anos, mostra o cotidiano de três detentas na Penitenciária Feminina Madre Pelletier, em Porto Alegre. Foi premiado no 32º Festival de Gramado como melhor documentário e venceu o Femina de 2005.

## Filmografia

### Curtas
- 2012 - A Cidade
- 2000 - A Invenção da Infância
- 2000 - O Branco
- 1997 - Continuidade (
- 1997 - O Pulso (Produtora)
- 1992 - Batalha Naval[1]

### Longas
- 2004 - O cárcere e a rua

Séries para TV
Notas de Amor (2015)

Sonho de Guri (2012)